# Supinationstrauma
Unter dem Begriff Supinationstrauma wird in der Traumatologie, Orthopädie und der Sportmedizin die gewaltsame Überdehnung des außenseitigen Halteapparates (Gelenkkapsel, Bänder, Sehnen und Knochen) des Sprunggelenkes verstanden. Der Begriff beschreibt sprachlich allgemein die unfallbedingte, über den natürlichen Bewegungsspielraum eines Gelenkes hinausgehende Innendrehung (Supination), wie sie beispielsweise auch im Hand- oder Ellenbogengelenk (proximales oder distales Radioulnargelenk) möglich ist, wird allerdings nahezu ausschließlich als Synonym für Sprunggelenkverletzungen verwendet und fasst diese in ihren unterschiedlichen Intensitäten zusammen.

## Vorkommen
Das Supinationstrauma ist die insgesamt häufigste Sportverletzung. In erster Linie sind Rasensportarten mit schnellen Richtungswechseln wie Ballsportarten, Tennis, Badminton und ähnlichen betroffen, des Weiteren Freiluftsportarten auf unebenem Untergrund wie Bergwandern und -steigen (vor allem beim Bergabsteigen), Jogging, aber auch Nordic Walking. Eine besondere Rolle kommt diesen Verletzungen aufgrund der hohen bis extremen Sprunggelenkbelastung auch in der Tanzmedizin zu. Auch als Alltagsverletzung (Umknicken an Bordsteinkanten oder auf Treppenstufen etc.) werden Supinationstraumata in großer Zahl gefunden.

## Unfallmechanismus
Bei feststehendem Fuß kann es durch ein Hindernis oder eine kräftige Seitwärtsbewegung zum „Umknicken“ im oberen Sprunggelenk kommen. Hierbei wird das Sprungbein bezogen auf die Unterschenkelachse nach innen gedreht („supiniert“). Wird die individuelle Belastbarkeit des lateralen (außenseitigen) Halteapparates überschritten, können seine Strukturen überdehnt werden oder reißen.

## Folgen

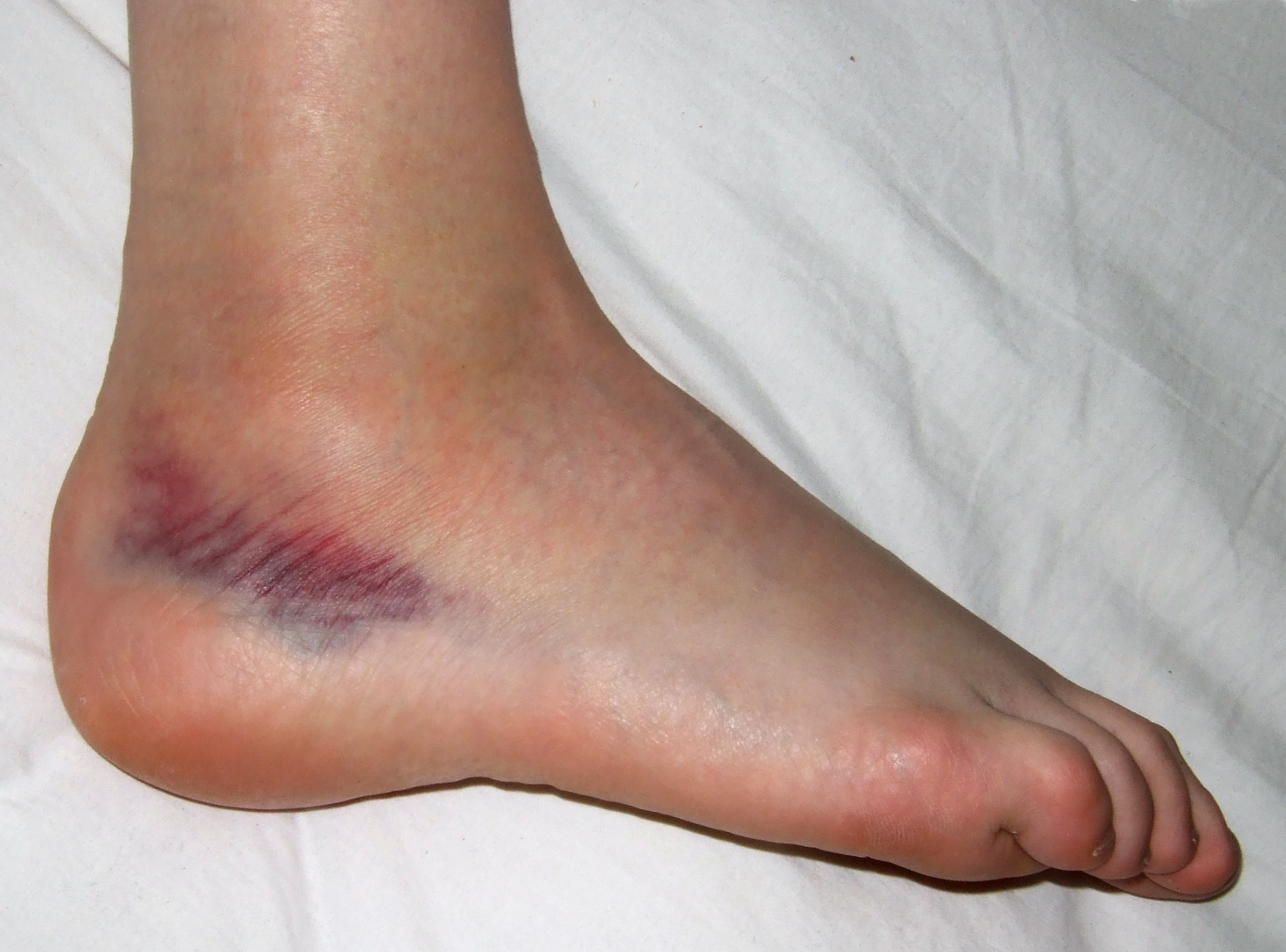
Typischer Bluterguss nach einem Supinationstrauma

### Überdehnung
In der einfachsten Form kommt es lediglich zu einer Überdehnung der Kapseln und der Außenbänder („fibularen“ Bänder: lig. fibulotalare anterius, lig. fibulotalare posterius, lig. fibulocalcaneare), wobei einzelne Fasern dieser Bänder und der Gelenkkapsel reißen, diese Strukturen jedoch in ihrer Kontinuität erhalten bleiben. In diesem Fall wird von einer Distorsion im oberen Sprunggelenk gesprochen. Die Stabilität des Gelenkes ist hier noch nicht wesentlich beeinträchtigt, die gleichzeitige Zerreißung kleiner Blutgefäße führt aber meist zu starken Schmerzen, Schwellung und dem typischen Bluterguss (Hämatom) unterhalb des Außenknöchels.

### Bandruptur
Reißen ein oder mehrere der Außenbänder, wird von einer fibulotalaren Bandruptur („Bänderriss“) gesprochen. In diesem Fall ist die laterale Stabilität des oberen Sprunggelenkes nicht mehr gewährleistet, was durch eine Belastungsaufnahme („gehaltene Röntgenaufnahme“) in Gestalt einer „lateralen Aufklappbarkeit“ (Klaffen des außenseitigen Gelenkspalts) und – falls das vordere Band (lig. fibulotalare anterius) beteiligt ist – durch den „Talusvorschub“ (Verschiebbarkeit des Sprungbeins nach vorne in Bezug auf die Schienbeingelenkfläche) dokumentiert werden kann.

### Knorpel- oder Knochenschaden
Anstelle einer Zerreißung des Außenbandes kann auch die Spitze des Außenknöchels abreißen, in diesem Fall liegt die einfachste Form der Sprunggelenkfraktur – die Außenknöchelfraktur Typ A nach Weber – vor.
Komplizierend kann bei der Bandruptur und der Außenknöchelfraktur eine Abscherverletzung des Gelenkknorpels am Sprungbein, eine sogenannte „flake fracture“, vorliegen, die direkt (aufgrund des Gelenkflächendefekts am Sprungbein) oder indirekt durch das im Gelenk mobile Knorpelfragment zu einer dauerhaften Gelenkschädigung führen kann.
Die Verrenkungsbrüche des oberen Sprunggelenkes sind vom Unfallhergang her meist auch Supinationstraumata, werden aber aufgrund ihrer Komplexität in der Regel nicht unter diesem Begriff verstanden und als eigenständige Verletzungsgruppe betrachtet.

## Diagnostik
Ein Supinationstrauma kann bereits anamnestisch vermutet werden, da der Unfallhergang meist typisch beschrieben wird. Klinisch findet sich eine schmerzhafte Schwellung des Sprunggelenkes, vor allem im äußeren Bereich, oft mit einem ins Bindegewebe abgesackten Hämatom (Bluterguss, s. Bild). Das Sprunggelenk kann, vor allem bei ausgedehnteren Bandverletzungen, abnorm nach innen geklappt werden, falls diese Untersuchung dem Patienten schmerzbedingt überhaupt zugemutet werden kann. Röntgenaufnahmen in zwei Richtungen dienen zum einen dem Ausschluss einer knöchernen Verletzung, können zum anderen aber auch die Bandinstabilität oder die aus dem Sprungbein ausgebrochene „flake fracture“ zeigen. In Ausnahmefällen müssen weitergehende Verletzungen mithilfe der Magnetresonanztomographie ausgeschlossen oder dokumentiert werden.

## Behandlung
Einfache Distorsionen werden in der Regel mit elastischen Verbänden und weiteren abschwellenden Maßnahmen (Kühlung, Hochlagerung) ausreichend behandelt. Bandrupturen werden in aller Regel mit Orthesen, die bis zum Zusammenwachsen der Außenbänder deren Belastung reduzieren, funktionell – also ohne Gelenkruhigstellung – behandelt. In Ausnahmefällen (vollständige Zerreißung des Bandapparates mit Einklemmung von Band- oder Kapselanteilen im Gelenkspalt, flake fracture, Außenknöchelbruch) können aber auch operative Maßnahmen erforderlich werden. Diese reichen von der einfachen Bandnaht über plastische Rekonstruktionen des Kapselbandapparates bis zu osteosynthetischen Verfahren bei Außenknöchelbrüchen. Die Behandlungsdauer ist von der Schwere der Verletzung und den individuellen Voraussetzungen des Patienten (frühzeitiger oder verzögerter Behandlungsbeginn, Compliance, Beweglichkeit, Alter etc.) abhängig und kann von wenigen Tagen bis zu mehreren Monaten betragen.

## Spätfolgen
Während einfache Distorsionen und Bandrupturen bei korrekter Behandlung in der Regel folgenlos ausheilen, kommt es bei Begleitverletzungen – vor allem wenn sie unerkannt bleiben – gelegentlich zu gravierenden Spätfolgen:

### Sprunggelenksarthrose
Ein vorzeitiger Verschleiß der Gelenkfläche im Sinne einer posttraumatischen Arthrose kann bei Verletzungen des Gelenkknorpels („flake fracture“) in unterschiedlicher Schwere auftreten, langfristig kann dies bis zur Notwendigkeit einer Endoprothese (Kunstgelenk) oder Arthrodese (Einsteifung) des Sprunggelenkes führen.

### Chronische Instabilität
Bei unzureichend behandelten Bandrupturen kann es zu einer bleibenden lateralen Instabilität des Sprunggelenkes kommen. Besonders häufig ist eine chronische anterolaterale Rotationsinstabilität des oberen Sprunggelenkes durch einen unzureichend behandelten und fehlverheilten Riss der Außenbänder Lig. fibulotalare anterius und Lig. fibulocalcaneare. Eine chronische Instabilität kann zum einen die Ausübung der bevorzugten Sportart, zum anderen aber auch die Erwerbsfähigkeit einschränken. Chronische Instabilität ist durch Sonografie mit hoher Genauigkeit darstellbar.
Zur Verbesserung des Gleichgewichts werden bei chronischer Instabilität Übungen für die Balance und zur Muskelkräftigung eingesetzt.
Plastische Rekonstruktionen des Kapselbandapparates können bei chronischer Instabilität erforderlich werden, erbringen aber nicht immer den gewünschten Erfolg. Langfristig führt auch die chronische Instabilität durch Fehlbelastung der Gelenkflächen zu einer (sekundären) Arthrose, auch wenn primär keine Verletzung des Gelenkknorpels vorlag.